# Stadt der Toten (Kairo)

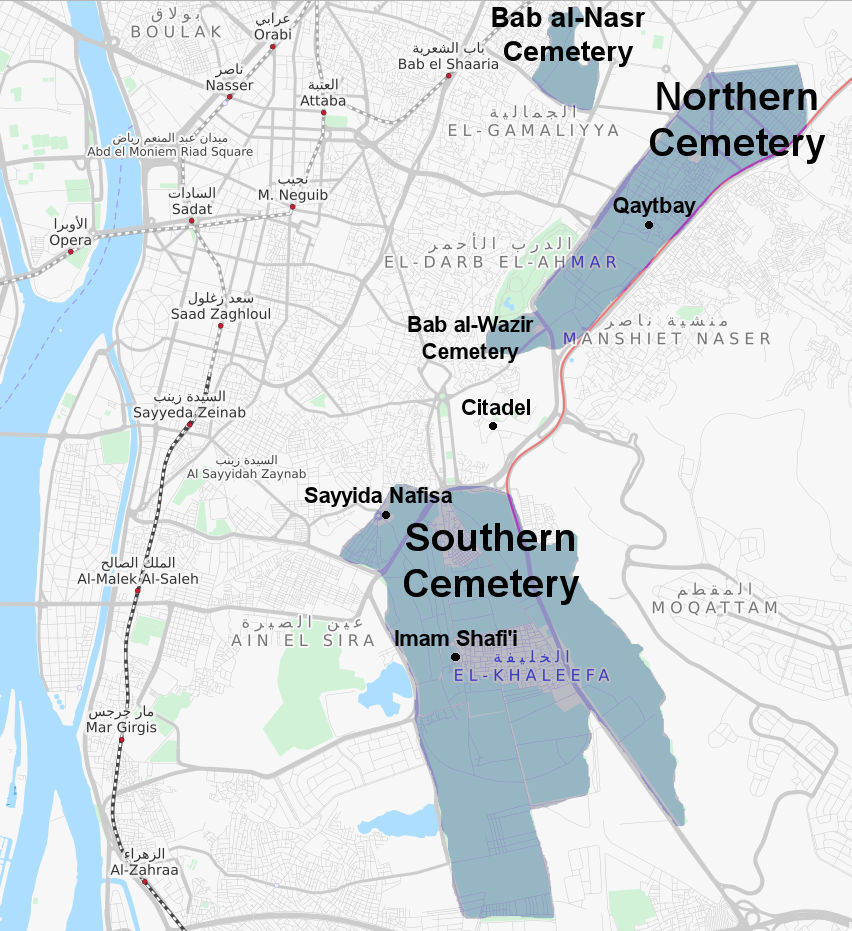
Karte

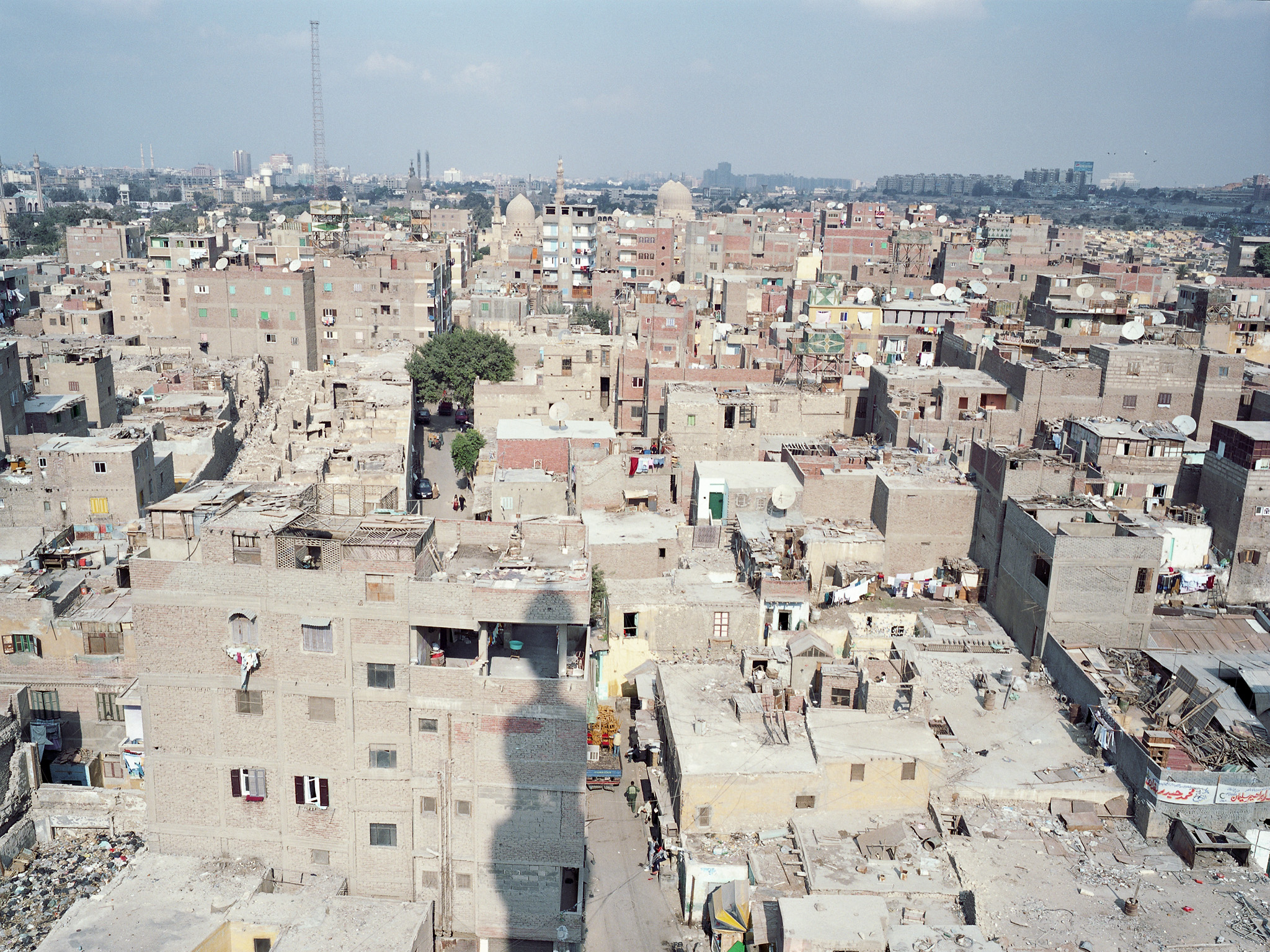
Blick über die nördliche Totenstadt vom Dach der Grabmoschee Sultan Qaitbays (im Hintergrund sind u. a. die Kuppeln und Minarette der Grabkomplexe Sultan Barsbays und Sultan Faradschs zu erkennen)

Als Stadt der Toten werden zwei ausgedehnte von etwa 300.000 Menschen bewohnte Friedhofsbezirke am Ostrand Kairos bezeichnet.

## Lage
Das von den Einheimischen meist einfach al-Qarafa (arabisch القرافة, DMG al-Qarāfa), d. h. „der Friedhof“, genannte Gebiet am Fuß der Mokattam-Berge erstreckt sich über mehrere Kilometer sowohl nördlich (nördliche Totenstadt) als auch südlich (südliche Totenstadt) der Zitadelle und wurde zu einer informellen Siedlung (Slum), als im 20. Jahrhundert immer mehr Menschen auf der Suche nach Arbeit in die ägyptische Hauptstadt strömten und wegen des akuten Platzmangels zum Teil auch das historische Friedhofsgelände besiedelten, welches im Mittelalter noch außerhalb Kairos in der Wüste lag.
Die heute von einem dichten Wege- und Straßennetz durchzogene Qarafa birgt neben einfachen Grabanlagen und Wohnhäusern auch eine Vielzahl historisch höchst bedeutsamer Bauten aus fast allen Epochen der islamischen Geschichte Ägyptens. Die wichtigsten dieser sehenswerten Monumente sind den folgenden Listen zu entnehmen.

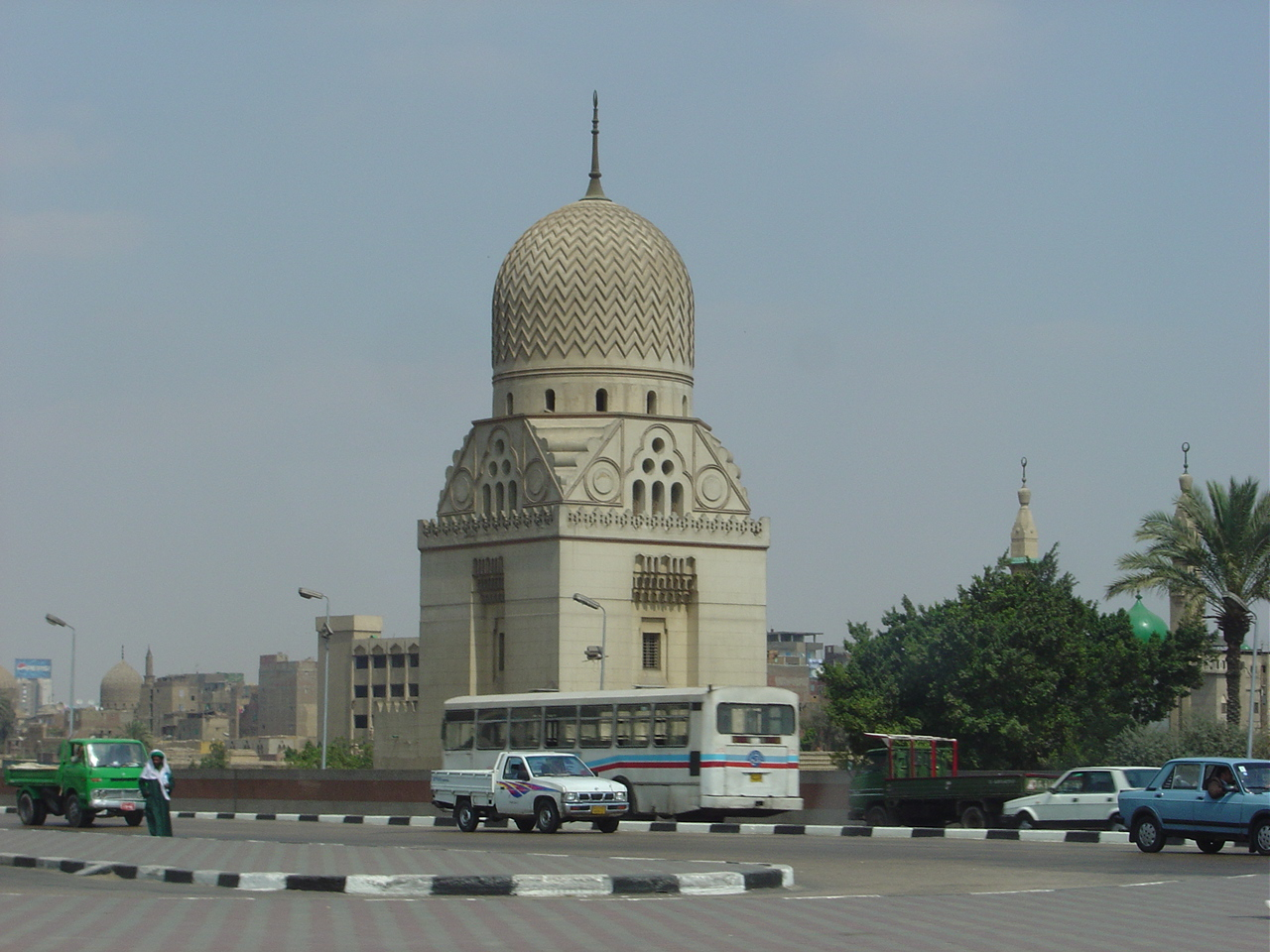
Das 1946 errichtete Ahmad-Hasanain-Pascha-Mausoleum in der nördlichen Totenstadt (direkt an der Salah-Salim-Straße gegenüber der Maschyachat al-Azhar gelegen)

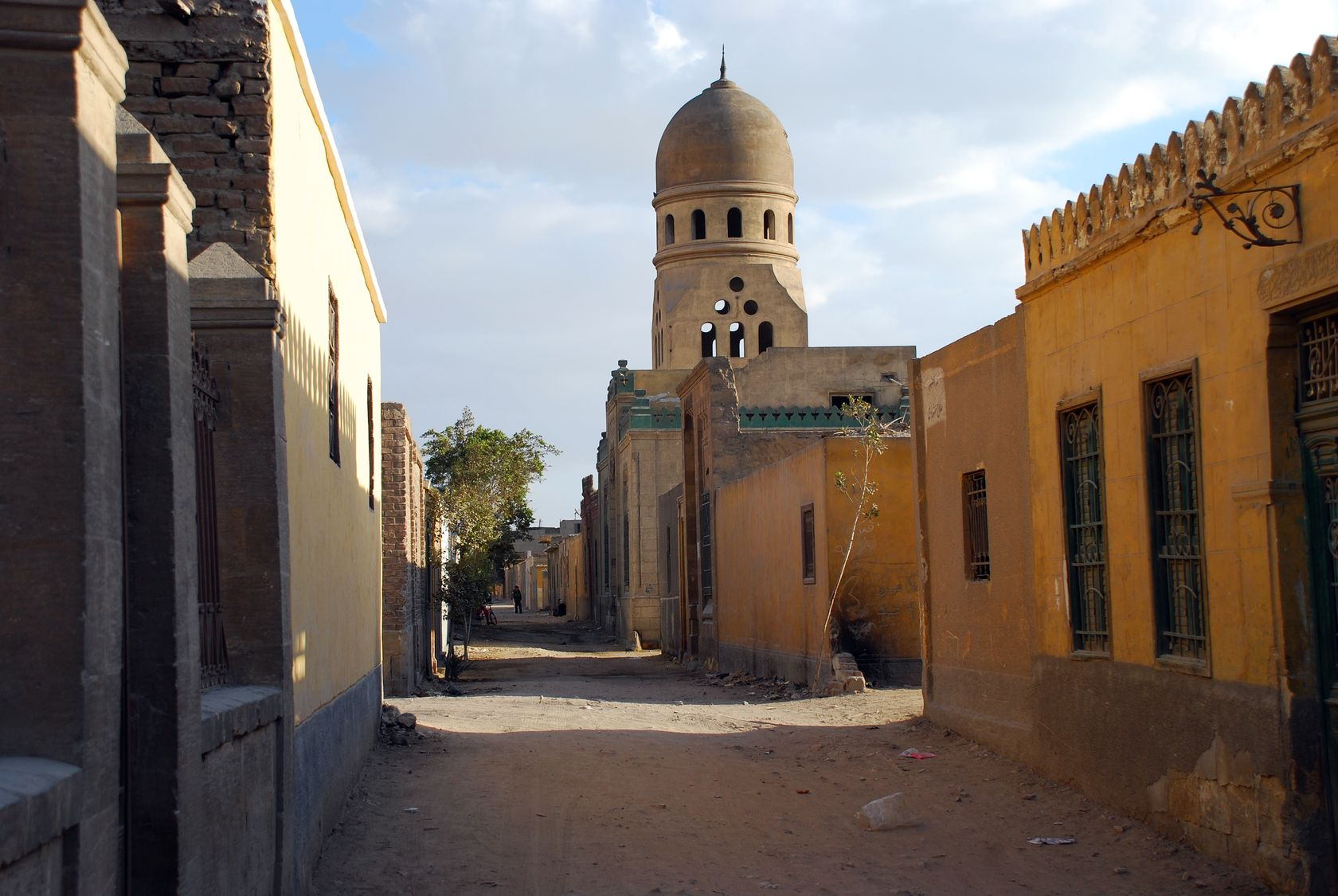
Gasse in der südlichen Totenstadt

Die Totenstadt 1904 von Eduard Spelterini aus dem Ballon aufgenommen, im Hintergrund die Salah El Din Al Ayouby-Zitadelle, Blickrichtung Süd

## Ereignisse
Die Stadt der Toten mit der nördlichen (Nekropole von Qaitbay) und südlichen Totenstadt (Nekropolen von Saiyida-Nafisa und Imam asch-Schafii) gehört seit 1979 als Teil des „Historischen Kairo“ zum UNESCO-Weltkulturerbe.
Der portugiesische Regisseur Sérgio Tréfaut drehte 2009 mit A Cidade dos Mortos (The City of the Dead) einen beachteten Dokumentarfilm über die Stadt der Toten.
Im Zusammenhang mit der Verkehrsanbindung der neuen Verwaltungshauptstadt Ägyptens wurden ab dem Jahr 2020 Teile des Areals planiert, wodurch auch die Verkehrslage für Kairo verbessert werden sollte. Trotz starker Proteste und Rücktritten von Denkmalschützern wurde das Projekt nach einigen Monaten Pause fortgesetzt. Betroffen war insbesondere der Bereich mit Grabstätten des 19. und 20. Jahrhunderts. Mehrere hundert Grabstätten wurden abgerissen. Beim Bau einer Brücke im Jahr 2022 wurde dabei u. a. das Grabmal von Tāhā Husain beschädigt, dessen beschlossener Abriss zuvor zurückgenommen wurde. Viele Gräber mussten kurzfristig umgebettet werden, darunter das von Farida von Ägypten.

## Nördliche Totenstadt
Die sog. nördliche Totenstadt, in der sich die Mausoleen von gleich fünf Sultanen finden, liegt nordöstlich der Zitadelle zwischen der Salah-Salim-Straße (شارع صلاح سالم, DMG Šāriʿ Ṣalāḥ Sālim) und der an-Nasr-Straße (طريق النصر, DMG Ṭarīq an-Naṣr).
| Monument                                                                            | Baujahr oder -zeit | Epoche (Dynastie)     |
| ----------------------------------------------------------------------------------- | ------------------ | --------------------- |
| Grab des Emirs Tasch-Temür                                                          | 1334               | Bahri-Mamluken        |
| Grab der Prinzessin Tughay (Umm Anuk)                                               | vor 1348           | Bahri-Mamluken        |
| Grab der Prinzessin Tul(u)bay                                                       | 1363/64            | Bahri-Mamluken        |
| Grabkomplex des Sultans Faradsch ibn Barquq                                         | 1400–1411          | Burdschi-Mamluken     |
| Grab des Emirs Guzal                                                                | 1403               | Burdschi-Mamluken     |
| Grab des Emirs Dschani-Beg                                                          | 1427               | Burdschi-Mamluken     |
| Grabkomplex des Sultans Barsbay                                                     | 1432               | Burdschi-Mamluken     |
| Grab von (Sultan Barsbays Mutter) Chadidscha Umm al-Aschraf                         | ca. 1430–1440      | Burdschi-Mamluken     |
| Grab von Emir Nasrallah (Kuz al-Asal)                                               | 1441               | Burdschi-Mamluken     |
| Grab des Sufi-Scheichs ar-Rifai                                                     | Mitte 15. Jh.      | Burdschi-Mamluken     |
| Grabkomplex des Sultans Inal                                                        | 1451–1456          | Burdschi-Mamluken     |
| Grab des Emirs Barsbay al-Badschasi                                                 | 1456               | Burdschi-Mamluken     |
| Grabkomplex des Sultans Qaitbay                                                     | 1472–1474          | Burdschi-Mamluken     |
| Grab des Sultans Qansuh I.                                                          | 1499               | Burdschi-Mamluken     |
| Grab des Emirs Azrumuk                                                              | 1503               | Burdschi-Mamluken     |
| Grabkomplex des Emirs Qurqumas                                                      | 1506/07            | Burdschi-Mamluken     |
| Grab des Emirs Qurqumas                                                             | 1511               | Burdschi-Mamluken     |
| Grab des Emirs Sulaiman                                                             | 1544               | Osmanenherrschaft     |
| Grabkomplex des Sufi-Scheichs Sidi al-Afifi und des Chediven Muhammad Taufiq Pascha | 1894               | Muhammad-Ali-Dynastie |

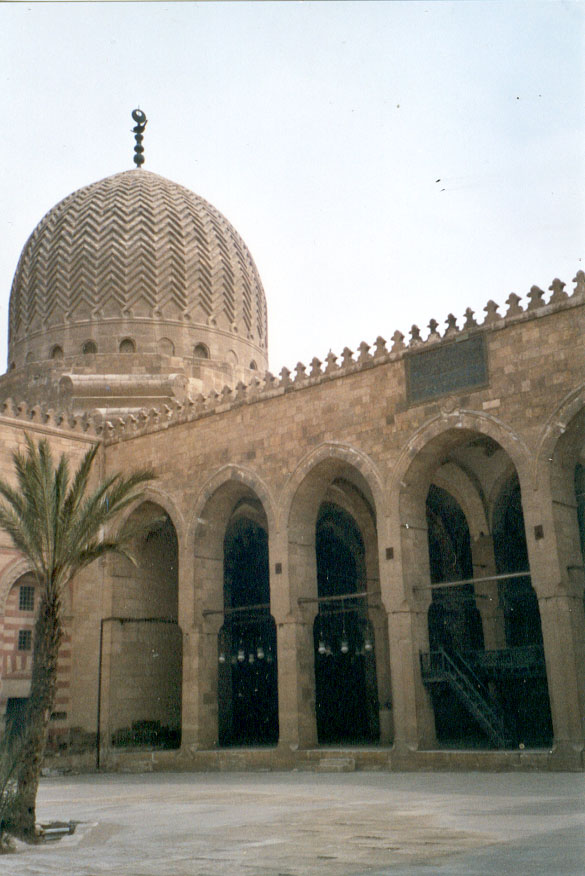
Innenhof und eine der beiden Kuppeln des Faradsch-ibn-Barquq-Mausoleums
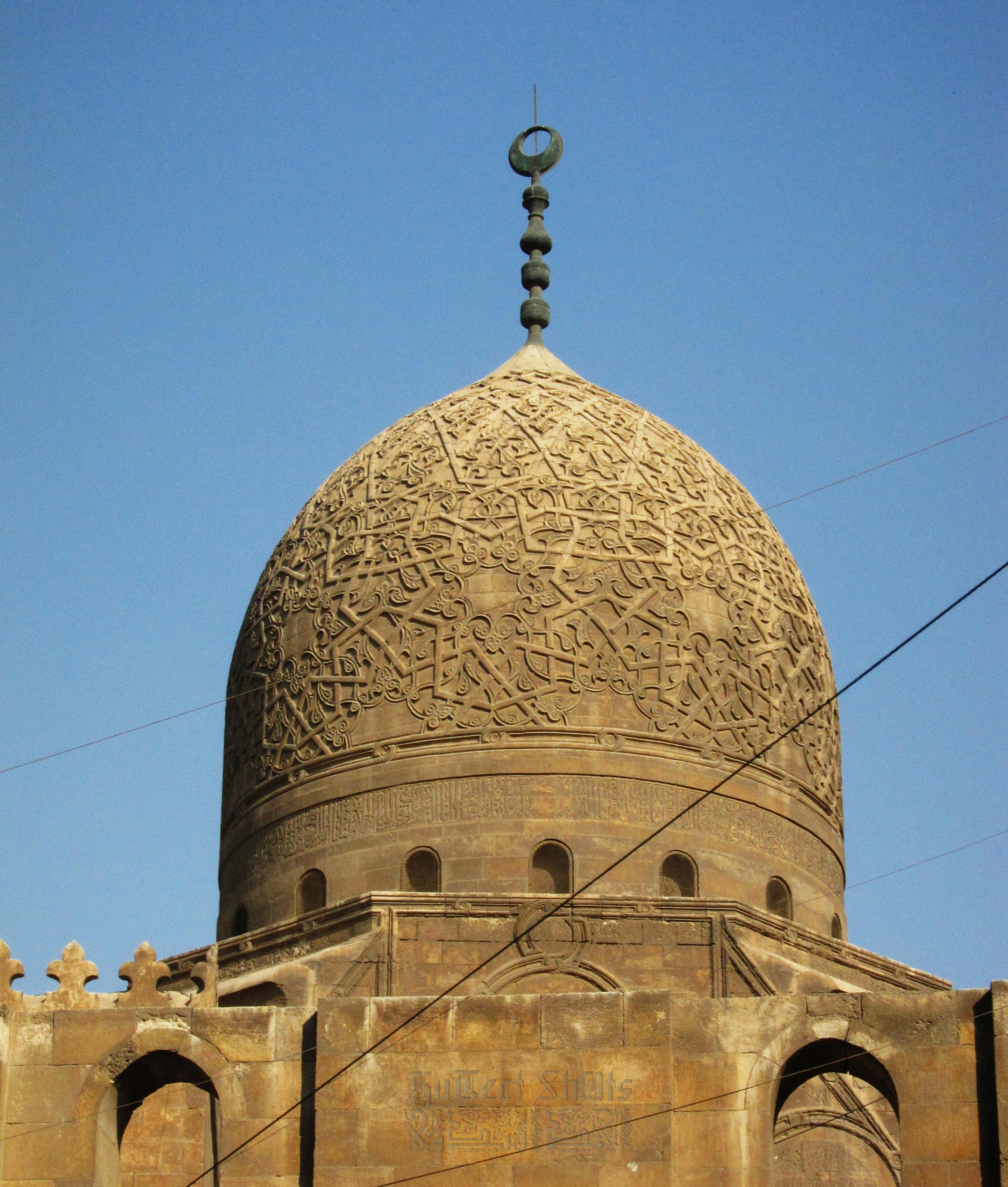
Kuppel der Grabmoschee Sultan Qaitbays
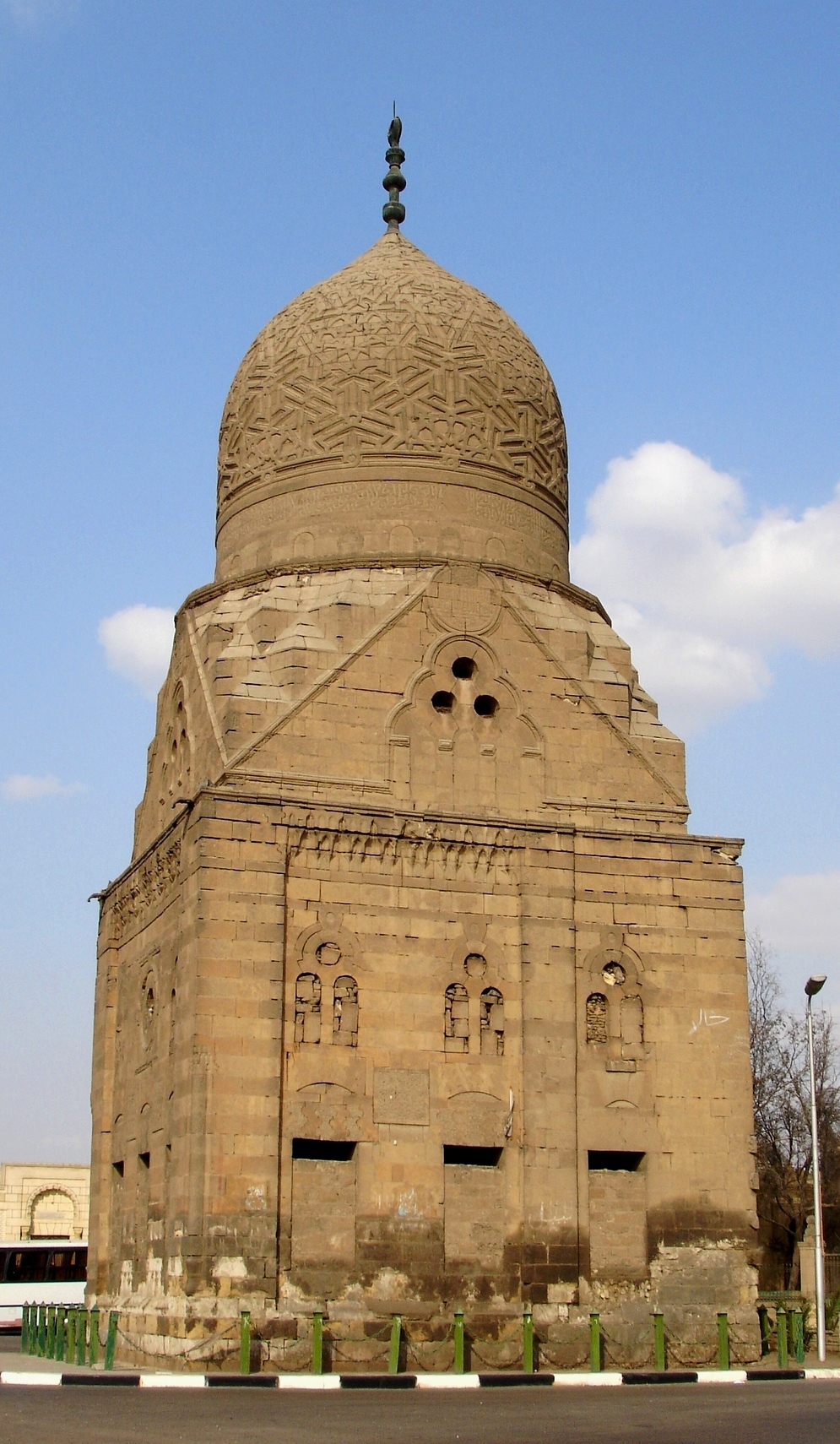
Grab Sultan Qansuhs I.
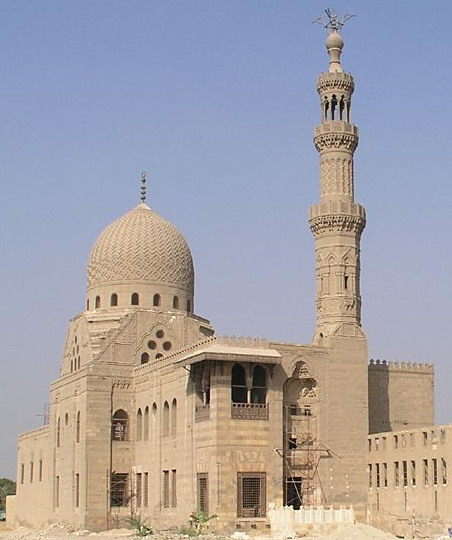
Grabkomplex des Emirs Qurqumas
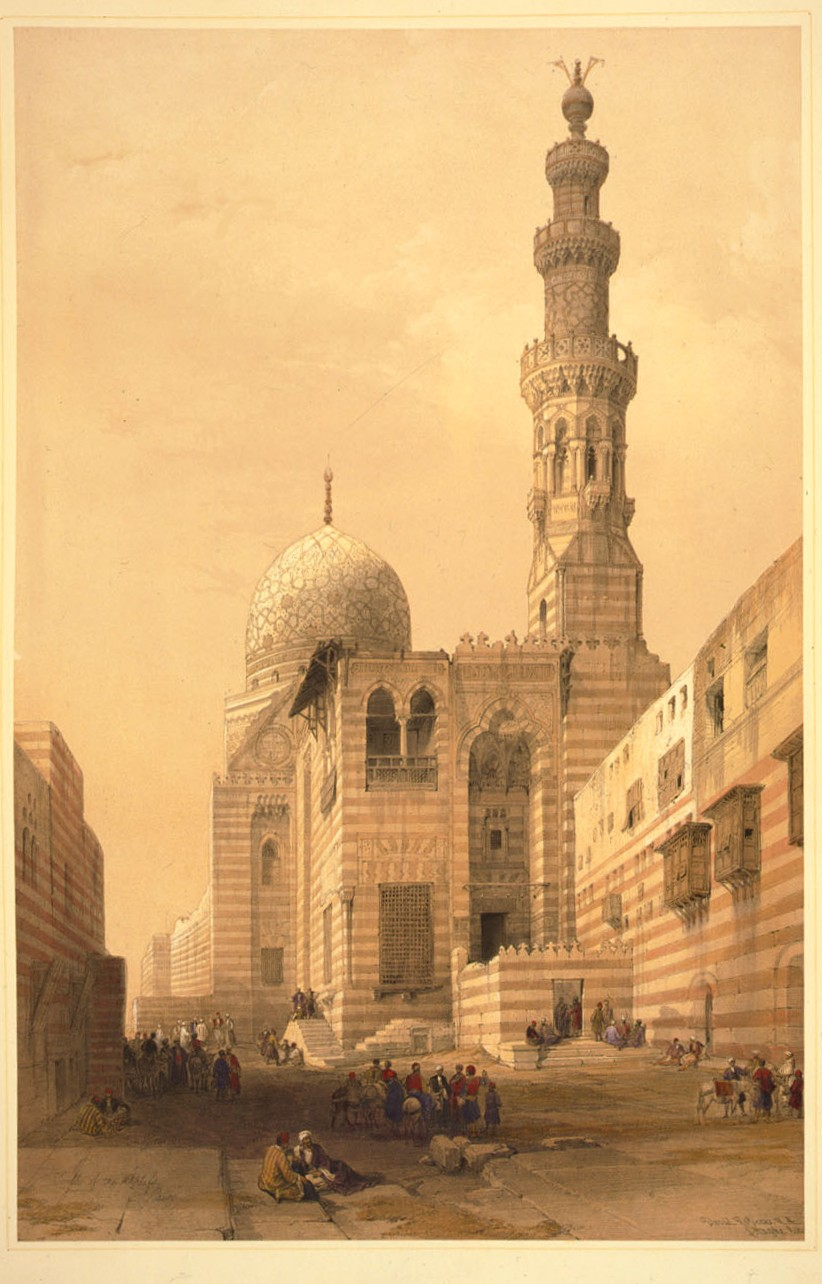
Grabmoschee Sultan Qaitbays auf einem Gemälde von David Roberts
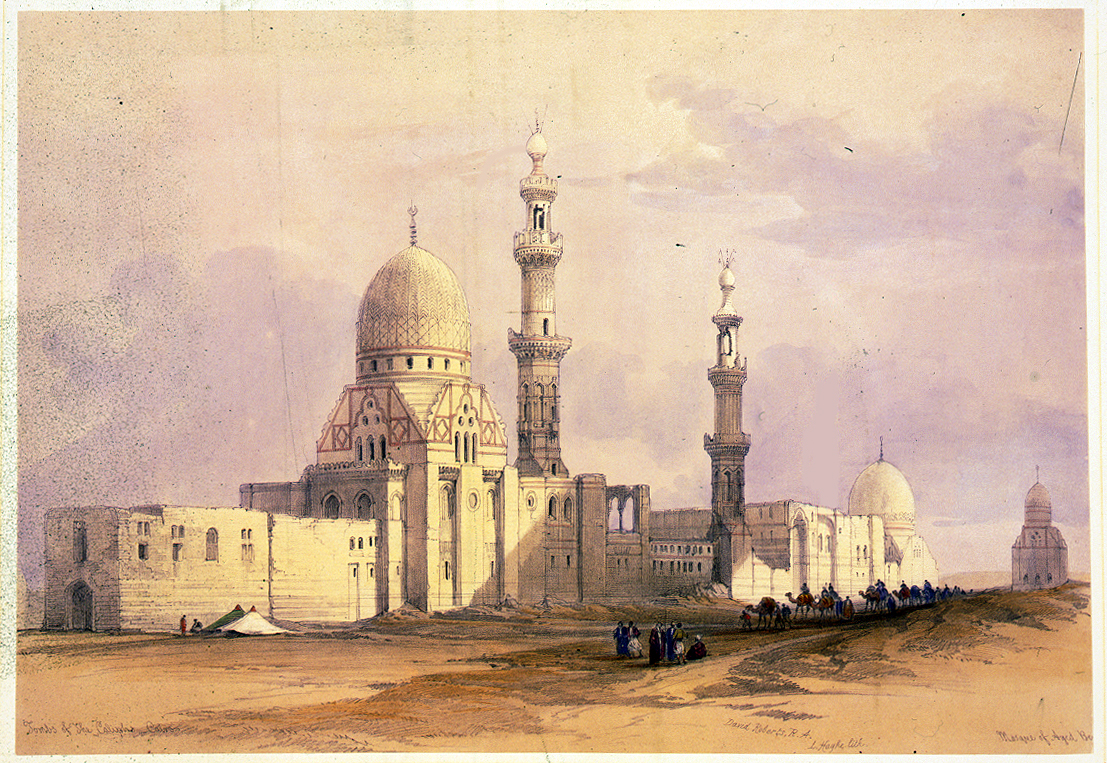
Die Mausoleen des Emirs Qurqumas (links), des Sultans Inal (mittig) und des Sultans Qansuh I. (rechts) auf einem Gemälde von David Roberts

## Südliche Totenstadt
Die sog. südliche Totenstadt, welche noch größer ist als die nördliche, liegt im Süden der Zitadelle, östlich der Ibn-Tulun-Moschee. Sie reicht bis zum Stadtteil Maadi und lässt sich grob in das Gebiet zwischen der Saliba-Straße (شارع الصليبة) und dem Saiyida-Nafisa-Platz (ميدان السيدة نفيسة), einen Zentralbezirk (direkt südlich der Zitadelle) und die sog. kleine Qarafa (noch weiter südlich gelegen) unterteilen.
| Monument | Baujahr oder -zeit     | Epoche (Dynastie)           |
| --- | ---------------------- | --------------------------- |
| Kenotaph von Chadidscha                                                                                       | um 959                 | Ichschididen                |
| al-Luʾluʾa-Moschee („Perlen-Moschee“)                                                                         | 1016                   | Fatimiden                   |
| al-Dschuyuschi-Moschee (Schrein des Wesirs und Emirs Badr al-Dschamali)                                       | 1085                   | Fatimiden                   |
| Grab der Saiyida Atika (angeblich eine Tante des Propheten Muhammad)                                          | 1122                   | Fatimiden                   |
| Grab des Muhammad al-Dschafari (Sohn des 6. Imams Dschafar as-Sadiq)                                          | 1122                   | Fatimiden                   |
| Grab von Umm Kulthum (Urenkelin des 6. Imams Dschafar as-Sadiq)                                               | 1122                   | Fatimiden                   |
| Ichwat-Yusuf-Mausoleum („Mausoleum der Brüder Josephs“)                                                       | 1125–1150              | Fatimiden                   |
| Grab der Saiyida Ruqaiya (Tochter des 4. Kalifen Ali)                                                         | 1133                   | Fatimiden                   |
| Schrein (Maschhad) des Yahya asch-Schabihi                                                                    | 1150                   | Fatimiden                   |
| Grab des al-Hasawati                                                                                          | ca. 1150               | Fatimiden                   |
| Mausoleum des Rechtsgelehrten asch-Schafii                                                                    | 1211                   | Aiyubiden                   |
| Tor und Iwan des Emirs Ismail ibn Thalab                                                                      | 1216                   | Aiyubiden                   |
| Mausoleum der Abbasidenkalifen (incl. der Gräber des Botschafters Abu Nadla und zweier Söhne Sultan Baybars’) | 1242                   | Aiyubiden                   |
| Grab der Sultanin Schadschar(at) ad-Durr                                                                      | 1250                   | Aiyubiden                   |
| Mausoleum von Fatima-Chatun (Umm as-Salih, eine Frau Sultan Qalawuns)                                         | 1283/84                | Bahri-Mamluken              |
| Grab des as-Sawabi                                                                                            | 1286                   | Bahri-Mamluken              |
| Mausoleum des Sultans Chalil                                                                                  | 1288                   | Bahri-Mamluken              |
| Zawiya und Mausoleum des Ober-Qādī Zain ad-Din Yusuf                                                          | 1298                   | Bahri-Mamluken              |
| Grab des Badr ad-Din Ali al-Qarafi                                                                            | 1300                   | Bahri-Mamluken              |
| Grab der Prinzessin Urdutakin (Turbat as-Sitt)                                                                | ca. 1315               | Bahri-Mamluken              |
| Mausoleum-Chanqa-Komplex des Emirs Qausun                                                                     | 1335                   | Bahri-Mamluken              |
| Mausoleum-Chanqa-Komplex der „Sultaniya“ (gemeint ist wohl die Mutter Sultan Hasans)                          | ca. 1350               | Bahri-Mamluken              |
| Grab des Emirs Tankiz-Bugha                                                                                   | 1359                   | Bahri-Mamluken              |
| Moschee des Emirs Chuschqadam al-Ahmadi (zuvor Empfangssaal (Qaa) des Emirs Tasch-Temür al-Alai)              | 1366–1377 u. 1480–1489 | Bahri- u. Burdschi-Mamluken |
| Grabkomplex des Sufi-Scheichs Umar ibn al-Farid                                                               | ca. 1460               | Burdschi-Mamluken           |
| Mausoleum des Abdullah ad-Dakruri                                                                             | 1466                   | Burdschi-Mamluken           |
| Grab des Emirs Sudun                                                                                          | ca. 1505               | Burdschi-Mamluken           |
| Grab des Radwan Bey                                                                                           | 1686                   | Osmanenherrschaft           |
| Grab und Sabil-Kuttab (öffentlicher Trinkwasserbrunnen und Koranschule) des Radwan Bey ar-Razzaz              | 1754                   | Osmanenherrschaft           |
| Moschee der Saiyida Aischa (Tochter des 6. Imams Dschafar as-Sadiq)                                           | 1762 (Neubau 1895)     | Osmanenherrschaft           |
| Grab des Uthman Bey Qazdaghli                                                                                 | 1766                   | Osmanenherrschaft           |
| Gräber von Ali Bey al-Kabir und Ismail Bey al-Kabir                                                           | 1773                   | Osmanenherrschaft           |
| Grab des Polyhistors Dschalal ad-Din as-Suyuti                                                                | 1796                   | Osmanenherrschaft           |
| Hosch al-Bascha (Grabkomplex der Familie Muhammad Alis)                                                       | 1854                   | Muhammad-Ali-Dynastie       |
| Saiyida-Nafisa-Moschee                                                                                        | 1897                   | Muhammad-Ali-Dynastie       |

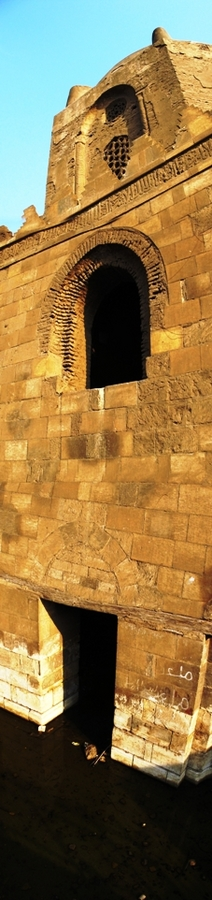
Al-Aschraf-Chalil-Mausoleum
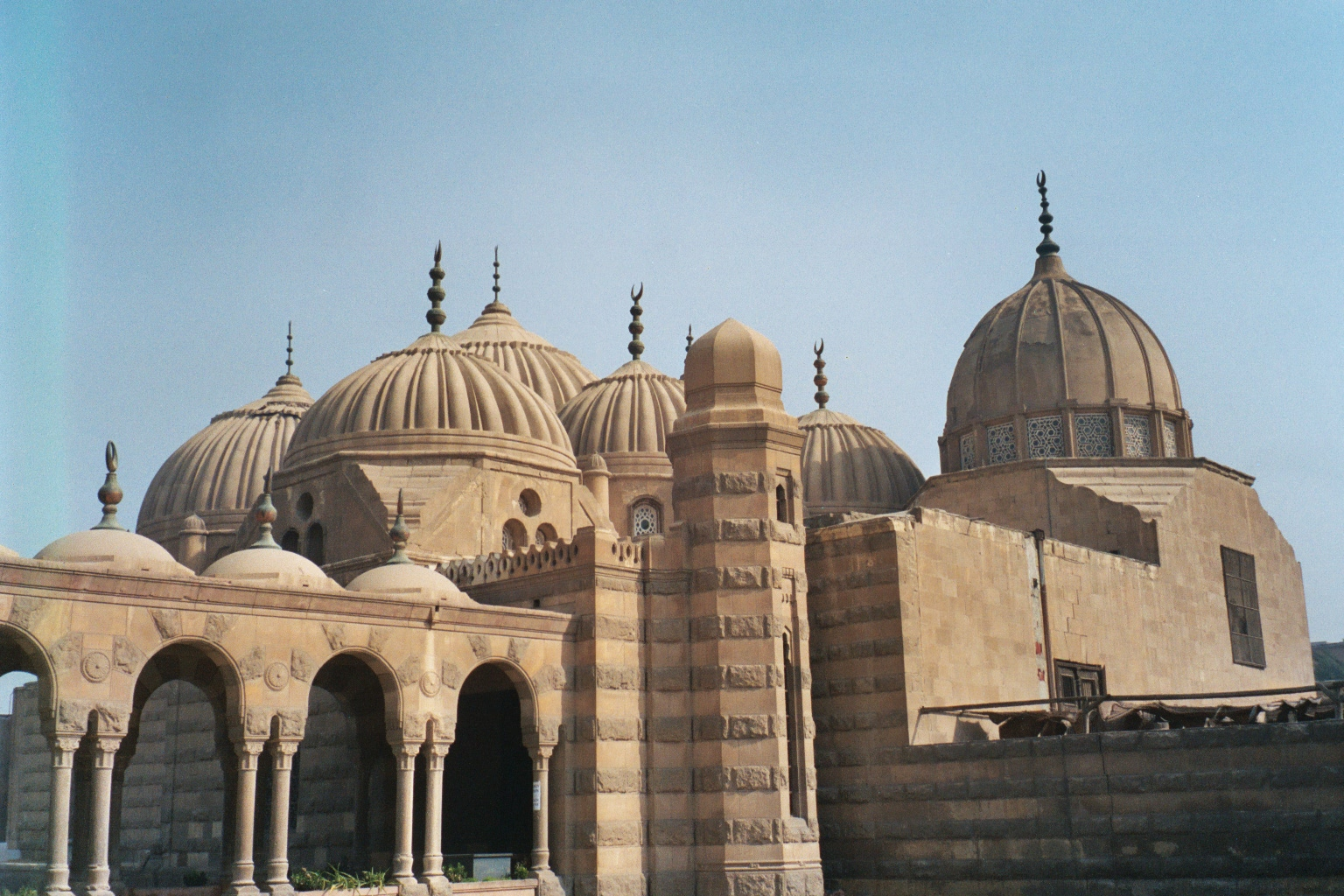
Hosch al-Bascha (von außen)
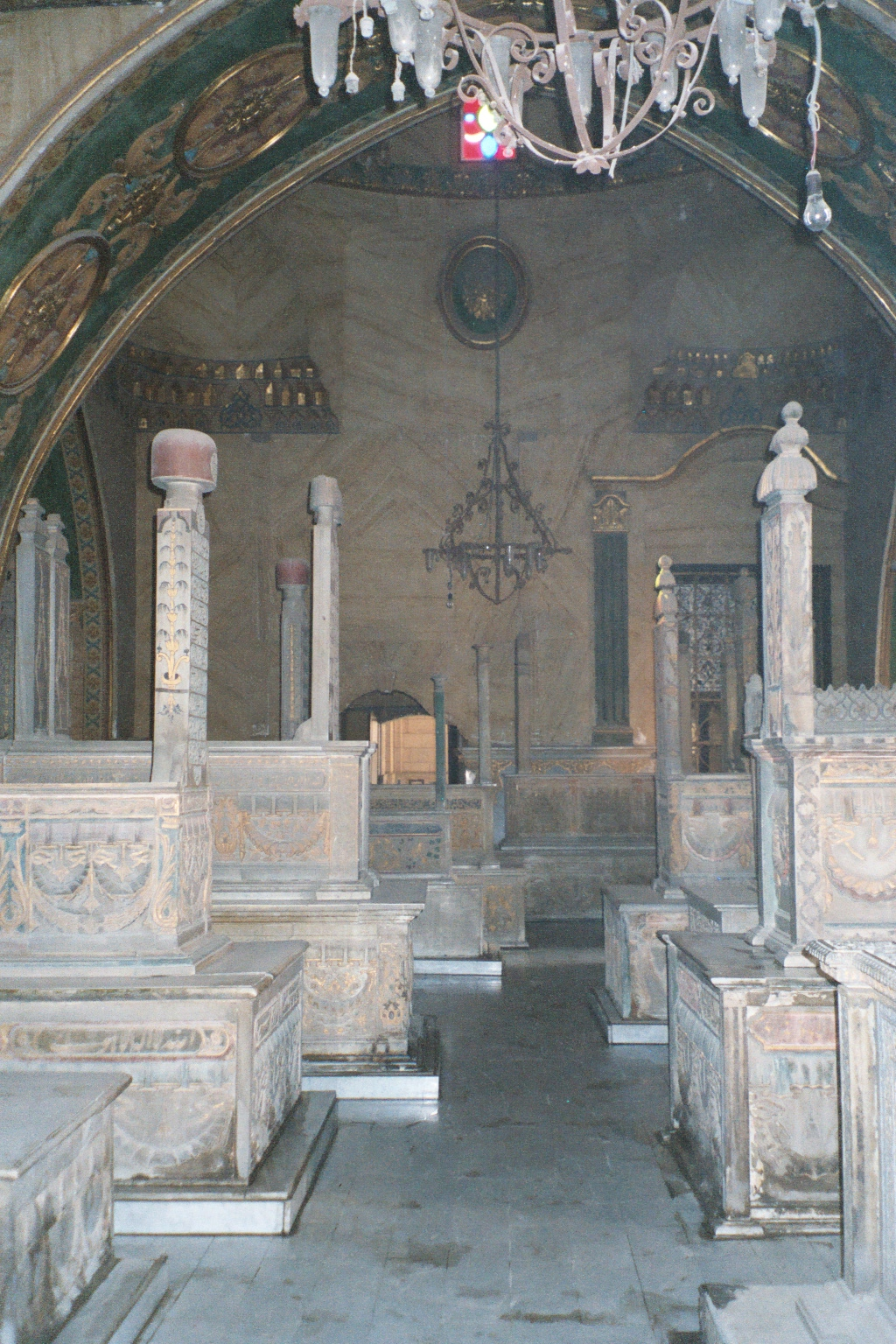
Hosch al-Bascha (von innen)
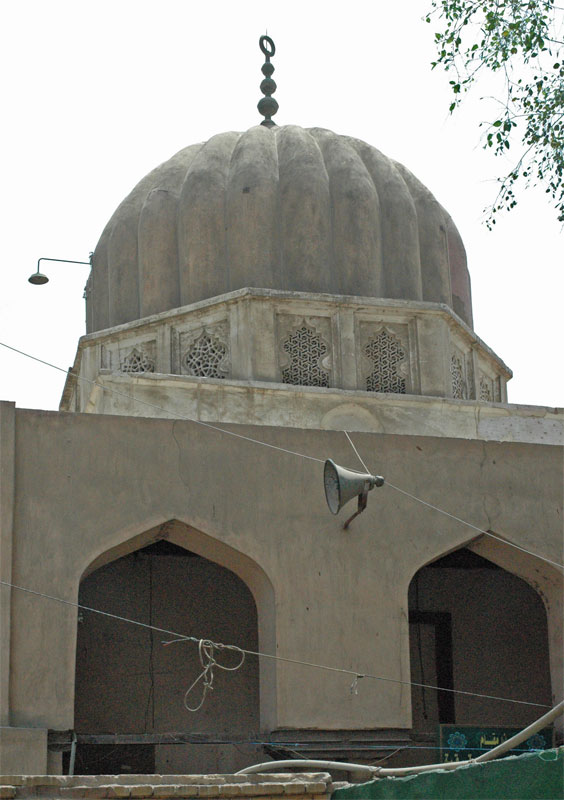
Saiyida-Ruqaiya-Mausoleum (Kuppel)
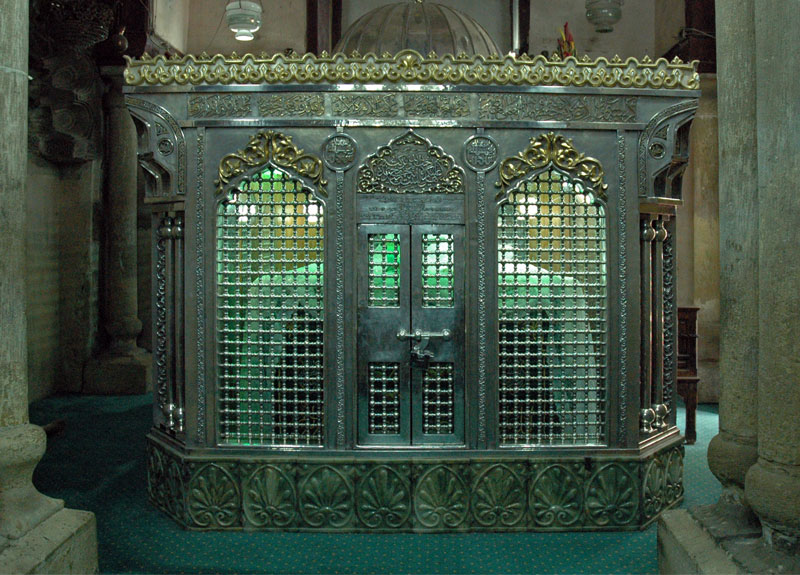
Saiyida-Ruqaiya-Mausoleum (Schrein im Inneren)
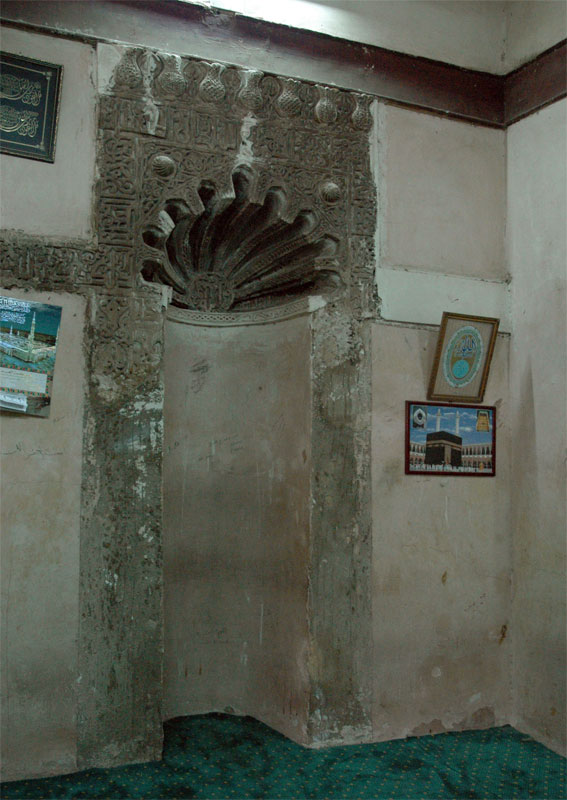
Saiyida-Ruqaiya-Mausoleum (Mihrab)